# Бул Маунтин (Орегон)
Бул Маунтин (енгл. Bull Mountain) насељено је место без административног статуса у америчкој савезној држави Орегон.

## Демографија
По попису из 2010. године број становника је 9.133.
| Група             | 2000.    | 2010.         |
| Белци             | 0 (0,0%) | 7.098 (77,7%) |
| Афроамериканци    | 0 (0,0%) | 137 (1,5%)    |
| Азијати           | 0 (0,0%) | 988 (10,8%)   |
| Хиспаноамериканци | 0 (0,0%) | 492 (5,4%)    |
| Укупно            | 0        | 9.133         |